# Estafa de los quesitos
La estafa de los quesitos, conocida también como caso quesitos, estafa de los quesitos mágicos (en Chile), estafa de los honguitos y caso Labomax (en el Perú), son los nombres con que la prensa denominó a una estafa masiva realizada en Chile, y Perú y comandada por una mujer de nacionalidad francesa de nombre Gilberte Van Erpe y conocida como Madame Gil y que generó un escándalo de delitos económicos. 
Este fraude se basaba en la compra de insumos para la producción casera de unos fermentos lácteos, conocidos como «quesitos» u «honguitos», que eran comercializados por ventas en pirámide.

## Metodología
La forma en que se desarrolló esta estafa es del tipo piramidal, es decir, el negocio en una primera instancia rendía frutos para los inversionistas. Estos, ya convencidos por la factibilidad del negocio, incitaban a otras personas a invertir también; de hecho, era requisito fundamental venir recomendado por algún «participante activo». Finalmente, y cuando la «empresa» tenía asegurada una ganancia grande por la gran cantidad de personas que invirtieron sus recursos en el negocio, congelaban las cuentas bancarias y se llevaban todo el dinero acumulado.
El negocio ofrecido en esta oportunidad consistía en la venta de la materia prima —los llamados «packs»— para la producción casera de «fermentos lácteos concentrados liofilizados», que incluía filtros de tela y cartuchos de papel. El producto final luego era comprado por la misma empresa con el fin supuesto de exportarlo a Francia, donde sería utilizado en la industria de los cosméticos.

## Chile
La sociedad anónima que dirigió la estafa en Chile se llamaba Fermex Chile, S.A. y fue constituida el 15 de noviembre de 2004. Los cabecillas de la empresa, con domicilio en Santiago, eran Víctor Mella y Fernando Jara, y tenían representantes en diversas ciudades del país. La venta de los packs para la producción de los fermentos, llamados por la gente «quesitos», se empezó a realizar en febrero de 2005 y cada uno tenía un valor de CLP 250.000 (en ese entonces unos US$ 427), prometiendo recuperar la inversión y además ganar el doble.
Fue así como el negocio creció lentamente y llegó hasta el pueblo de Coltauco, en la Región de O'Higgins, donde residían la mayoría de los afectados, quienes incluso dejaron de trabajar, invirtieron todos sus ahorros y adquirieron grandes préstamos con el fin de invertir en los «quesitos». De hecho, la misma Madame Gil fue hasta esa localidad con el fin de estimular a los inversionistas, con una cena masiva en la que cautivó por su gran personalidad y su capacidad de convencimiento.
En julio de 2006 quedó en evidencia la estafa en que alrededor de 6.000 personas habían caído. La prensa se volcó en investigar el caso, pero fue el programa Contacto de Canal 13 el que dio el gran golpe. Encontraron a Madame Gil en un elegante barrio de París. El programa, que venía investigando el fraude desde hacía meses, entregó los antecedentes al Ministerio Público para que intercediera legalmente, pero ello no fue efectivo por falta de pruebas.

### Resolución legal
En diciembre de 2007 los representantes de la estafa en Chile, Víctor Mella y Fernando Jara, fueron condenados a cinco años de cárcel, aunque fueron absueltos en cuanto al cargo de asociación ilícita. El 21 de enero de 2008 ambos solicitaron a la justicia el beneficio de la libertad vigilada, argumentando que ellos también habían sido estafados por Madame Gil. La petición fue aceptada el 24 de enero de ese año.
El 12 de febrero de 2008, la cabecilla de la estafa en todos los países donde se efectuó, Gilberte Van Erpe (alias Madame Gil), fue detenida en el balneario de Niza, Francia, por la Oficina Central para la Represión de la Gran Delincuencia Financiera (OCRGDF). Además, fueron apresados varios de sus cómplices en París y Bélgica.  Mientras tanto, en Chile la justicia sobreseyó definitivamente a Van Erpe el 22 de febrero, debido a que el Ministerio Público no presentó acusación alguna durante el período legal estipulado tras el cierre de la investigación. El 25 de marzo se revocó el sobreseimiento de la causa, para que continuase la investigación del caso que se desarrollaba en Francia.
El 16 de febrero de 2009 Gil recuperó su libertad provisional. Tras ello, los afectados iniciaron el proceso penal francés en contra de Gil ante el Tribunal de la Grand Instancia de Paris por el abogado francés Jacques Simon Boedels, requerido por los abogados Raúl Meza Rodríguez, Alfredo Morgado y Jaime Silva. A la fecha agosto de 2013, todavía la justicia francesa no pronunciaba sentencia definitiva en contra de la señora Van Erpe y sus cómplices.
El pasado 8 de julio de 2015 el Tribunal de la Grande Instancia de Paris (Sala 13) sentenció a Gilberte van Erpe, israelí nacionalizada francesa, a 6 años de cárcel.